# Condominio 25 verde
Il Condominio 25 Verde è un edificio residenziale di Torino. Rappresenta il primo esperimento di bioarchitettura ecosostenibile in città su progetto di Luciano Pia. L’edificio è situato a pochi passi dal Parco del Valentino e dal Centro Storico Fiat.

## Genesi del progetto
Il progetto, la cui ideazione iniziò nel 2007, nasce dall'esigenza di realizzare un nuovo edificio residenziale a completamento di un isolato urbano caratterizzato da una particolare varietà edilizia. L’intervento è concentrato all'interno del perimetro dell'isolato stesso con la necessità di realizzare dei prospetti su fronte via, ma nello stesso tempo di creare uno spazio sinuoso e fluido tra lo spazio esterno e lo spazio interno dell'edificio. Esso potrà cambiare parte del proprio aspetto grazie all'utilizzo della vegetazione impiegata, creando contemporaneamente un blocco ben definito e compatto ma tuttavia mutevole nel tempo.
Questo progetto, assieme al Bosco verticale di Milano, è considerato uno dei più importanti esempi di integrazione del verde con l'architettura.

## Caratteristiche
L’intera costruzione è concepita come una sorta di foresta abitabile, una casa sugli alberi come quella che tutti i bambini sognano e, talvolta, costruiscono.»
(Luciano Pia)
L’edificio occupa un’area di 7.500 m² e ospita complessivamente 63 unità abitative tutte diverse tra loro e tutte dotate di 2 terrazzi ciascuna; la loro metratura varia come la loro altezza, compresa tra i 2,5 e gli 8 metri a seconda dei piani. La presenza di 150 alberi ad alto fusto costituisce un microclima che conferisce un apporto di ossigeno quantificabile in 150 litri all'ora, assorbendo contemporaneamente l’anidride carbonica e contribuendo a filtrare le polveri sottili.
La struttura portante lascia a vista alcune travi in acciaio grezzo fitomorfe a tutt'altezza, con estese ramificazioni che si intrecciano con la vegetazione stessa, mentre il rivestimento esterno è realizzato prevalentemente in scandole di larice e segue le forme sinuose dei prospetti dell'edificio. Le solette dei terrazzi, di varia ampiezza, sono realizzati in listelli distanziati di legno massello in modo tale da consentire alla luce di filtrare all'interno il più possibile.
L'efficienza energetica per un impatto ecosostenibile è raggiunta grazie a numerose soluzioni come l’isolamento «a cappotto», le pareti ventilate, la protezione dall'irraggiamento solare diretto, impianti di riscaldamento e raffrescamento che utilizzano l’acqua di falda con il sistema a pompa di calore, il recupero delle acque piovane reflue con stoccaggio e riutilizzo per l’irrigazione del verde condominiale.
La distribuzione della vegetazione è differenziata: fioriere sulle terrazze private con spazi anche per piccoli alberi e arbusti, per il cortile invece è previsto un comprensivo di cinquanta alberi ad alto fusto, mentre per tutto il resto dell'edificio è previsto del verde verticale in facciata, verde pensile nella zona soppalcata dove si affacciano i loft e verde pensile a copertura dei tetti. La scelta delle specie vegetali è stata fatta per assicurare una varietà di portamento, fogliame, fioritura e colore durante tutto l'arco dell’anno.